# 高超 (嘉靖進士)
高超（1514年—？），字廷華，號四溟，福建興化府莆田縣人，軍鹽籍，明朝政治人物。

## 生平
嘉靖二十五年（1546年）丙午科福建鄉試第六十五名舉人。嘉靖二十六年（1547年）聯捷丁未科會試第二百二十五名，登第二甲第十三名進士。都察院觀政，授南京户部主事，升本部员外郎、郎中，出为处州府知府，升浙江副使。

## 家族
曾祖高暘祿；祖父高絅；父高通，知縣。母張氏。慈侍下。兄高顯。弟高颖、高試。子高翊、高翥。